# Jules François Joubert
Jules François Joubert (Tours, 6 de desembre del 1834- París 20 de març del 1910) va ser un professor i científic francès, més conegut per la seva col·laboració amb Louis Pasteur. El 1874 va doctorar en física amb una tesi sobre la fosforescència del fòsfor.
L'any 1877 ell i Pasteur van comprovar per primera vegada que certs bacils presents a l'aire ambient, inhibien el creixement d'un altre, en aquest cas el bacteri de l'àntrax (carboncle). Van anomenar el fenomen que «la vida impedeix la vida» «antibiosi» i van formular la hipòtesi que podria conduir un dia a realitzar aplicacions terapeutiques. Va durar més de mig segle fins que altres científics desenvolupin aplicacions terapeutiques basades sobre aquesta hipòtesi. Només el 1928, Alexander Fleming va realitzar el primer antibiòtic utilitzable. Va encara durar fins als anys 1940 perquè el món medical realitzi la importància d'aquesta descoberta i que els primers medicaments efectius van poder produir-se, aleshores batjeats antibiòtics.
També va fer llibres sobre la fosforescència, l'electricitat i l'electromagnetisme.